# Uaxactún
Uaxactún (czyt. Łahaktun) (Osiem Kamieni), znajdujące się na terenie dzisiejszej Gwatemali miasto Majów. Osiedle to zlokalizowane jest 12 mil na północ od Tikál. Odkrycie tego stanowiska zawdzięcza się archeologowi Sylvanus’owi Morley’owi. Miasto to zostało zbudowane przez Majów w okresie preklasycznym. Jednakże prawdziwego znaczenia dla kultury tego ludu zyskało w okresie klasycznym. Zostało opuszczone przez rdzenną ludność w X w. n.e. Do czasu przybycia na miejsce wcześniej wymienionego archeologa miasto zostało porośnięte dżunglą.

## Historia powstania i rozwoju ośrodka

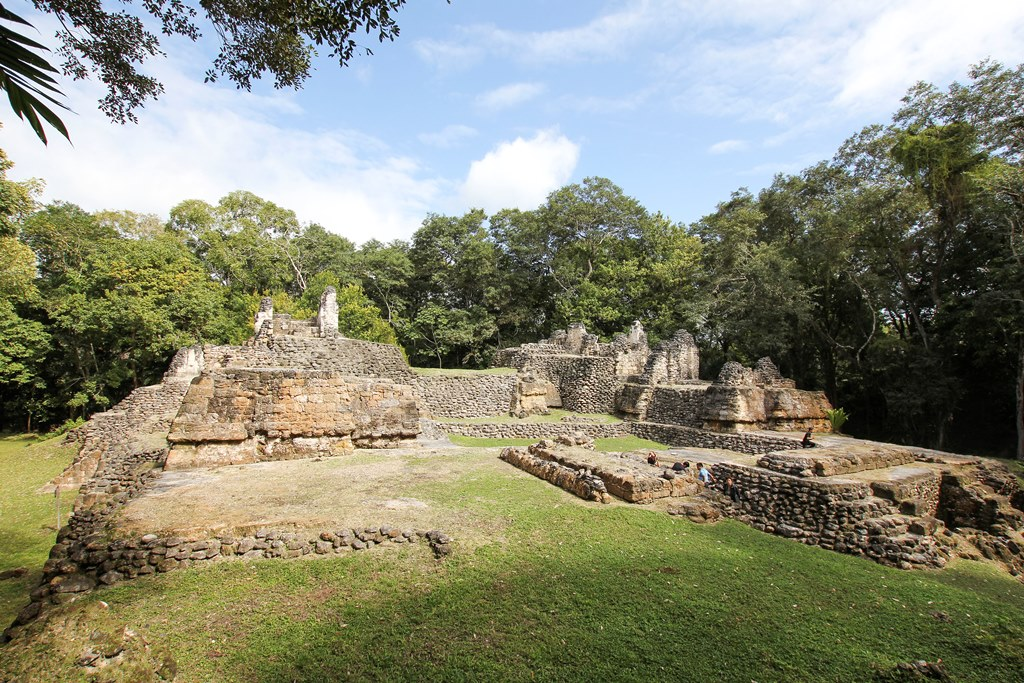
Świątynia w Uaxactún

Początki stanowiska Uaxactún sięgają okresu preklasycznego. Pierwsze ślady działalności człowieka są datowane na lata przed 500 r. p.n.e. Rozwój nastąpił w fazie Mamom (500r. p.n.e. – 350 r. p.n.e). Następny konstruktywny wzrost znaczenia tego stanowiska nastąpił w fazie Chicanel (350r. p.n.e. – 250 r. p.n.e.). Na południe od grupy „E” został wzniesiony pierwszy akropol Majów który składał się z triadowego zestawu struktur. Został on nazwany „Placem Zatopionym” ze względu na umiejscowienie go na niższym piętrze niż plac Grupy „E”. Nowy kompleks triadyjski został wzniesiony w obecnej grupie „H”. Około roku 250 n.e. kompleks ten został zasypany i porzucony. Po tym zabiegu grupa „E” odzyskiwała władzę polityczną w Uaxactún.
Kolejna faza (Tzakol 1) miała miejsce w latach 250 – 300 r. n.e. powstała nowa grupa triadyczna w miejscu już wcześniej wspomnianym tj. w Zatopionym Placu. Była to nowa siedziba polityczna.
Faza Tzakol 2 (300 – 378 r. n.e.) Na sztucznym płaskowyżu (Grupa A i B) dokonano kolejnego wzniesienia nowego Akropolu. W tej fazie odnotowuje się bardziej militarny charakter tego stanowiska. Świadczy o tym strategiczne umiejscowienie nowego akropolu w razie okupacji lub ataków ze strony nieprzyjaciela.
Faza Tzakol 3 (378 – 550 r. n.e.)
Faza Tepeu 1 (550 – 700 r. n.e.) W okresie tym miejscowa ludność skupiła się przede wszystkim na rozbudowie owego miasta.
Faza Tepeu 2 (700 – 850 r. n.e.) Nastąpił rozkwit w architekturze Majów. Ukształtowany został nowy charakter Głównego Placu.  Wraz z nim został zbudowany Zachodni Plac do którego dołączono groble na południe od niego.
W okresie preklasycznym w mieście Uaxactún dominował bardzo duży szacunek polityczny. Według niektórych badaczy owo miasto miało większe znaczenie polityczne niż Tikal.

### Historia badań archeologicznych
– 1916 – Sylvanus Morley – odkrycie stanowiska i inskrypcji najwcześniejszej udokumentowanej daty kalendarza Majów. On też nadał im nazwę, używając słów z języka Majów – Waxac i Tun, oznaczających "Osiem Kamieni".
– 1924 – Frans Blom – szczegółowe badania struktur terenu oraz sporządzenie mapy
– 1924 – 1937 – Oliver Ricketson (The Carnegie Institution of Washington) , odsłonięcie w dobrym stanie zachowania świątyń, ze wcześniejszego okresu.
– 1983-1985 – dr. Juan Antonio Valdés z Tikal National Project
– 2009 – Słowacki Instytut Archeologii i Historii (SAHI)

### Budowle
Klasyfikacja budynków na terenie Uaxactún została przyjęta wg ściśle ustalonych norm. Każda grupa budynków została podzielona i nazwana pierwszymi literami alfabetu łacińskiego (od „A” do „H”) Wyjątkiem stanowią dwie pierwsze grupy „A” i „B” które są podzielone na kolejne podzespoły:

#### Grupa A

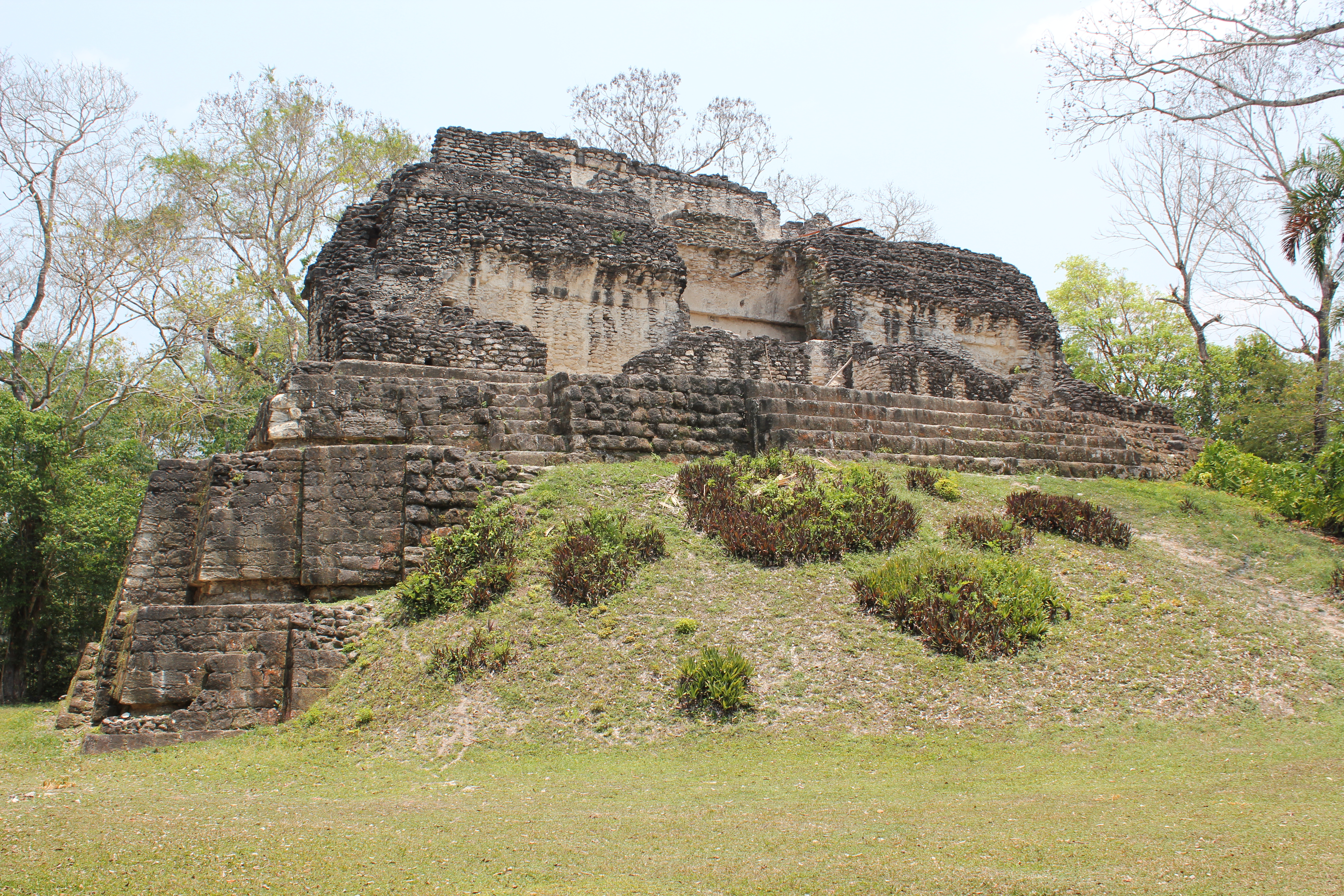
Pałac A-18

Stanowiła centrum miasta w okresie klasycznym. Składa się z trzydziestu czterech kamiennych budynków podzielonych na trzy podgrupy.  W pobliżu centrum tej grupy znajduje się jaskinia el – Respiradero. Jaskinia ta do 150 r. p.n.e. służyła jako miejsce do składania pochówków. 

#### Grupa B
Składa się z trzydziestu sześciu budynków. Grupa ta została podzielona na dwie podgrupy. Główny rdzeń (Rynek Główny)  i mniejszy kompleks budynków położonej na wschód od niego.

#### Grupa C
W grupie tej są zachowane bardzo dobrze konstrukcje elitarne które nabrały charakteru w okresie późnym klasycznym.

#### Grupa D
Znajduje się na zachód od grupy E, była bardzo mało brana pod uwagę przez Carbnegie Institution of Washington. Wykonano kilka odwiertów testowych w ramach Tikal National Project. Badania w grupie D miały charakter ratunkowy i odbył się w 1988 roku. Występujące tam budynki mieszkalne były udostępniane dla elit społecznych.

#### Grupa E
Budynki znajdujące się w tej grupie miały znaczenie administracyjne i rytualne. Jednakże, istnieją teorie, iż wiedza Majów na temat astronomii zaczęła się właśnie tutaj. Po przeprowadzeniu dłuższych badań archeologicznych odkryto pierwsze budynki przypominające obserwatoria astronomiczne. Napotkać też można liczne pałace wielokrotnie rozbudowywane.

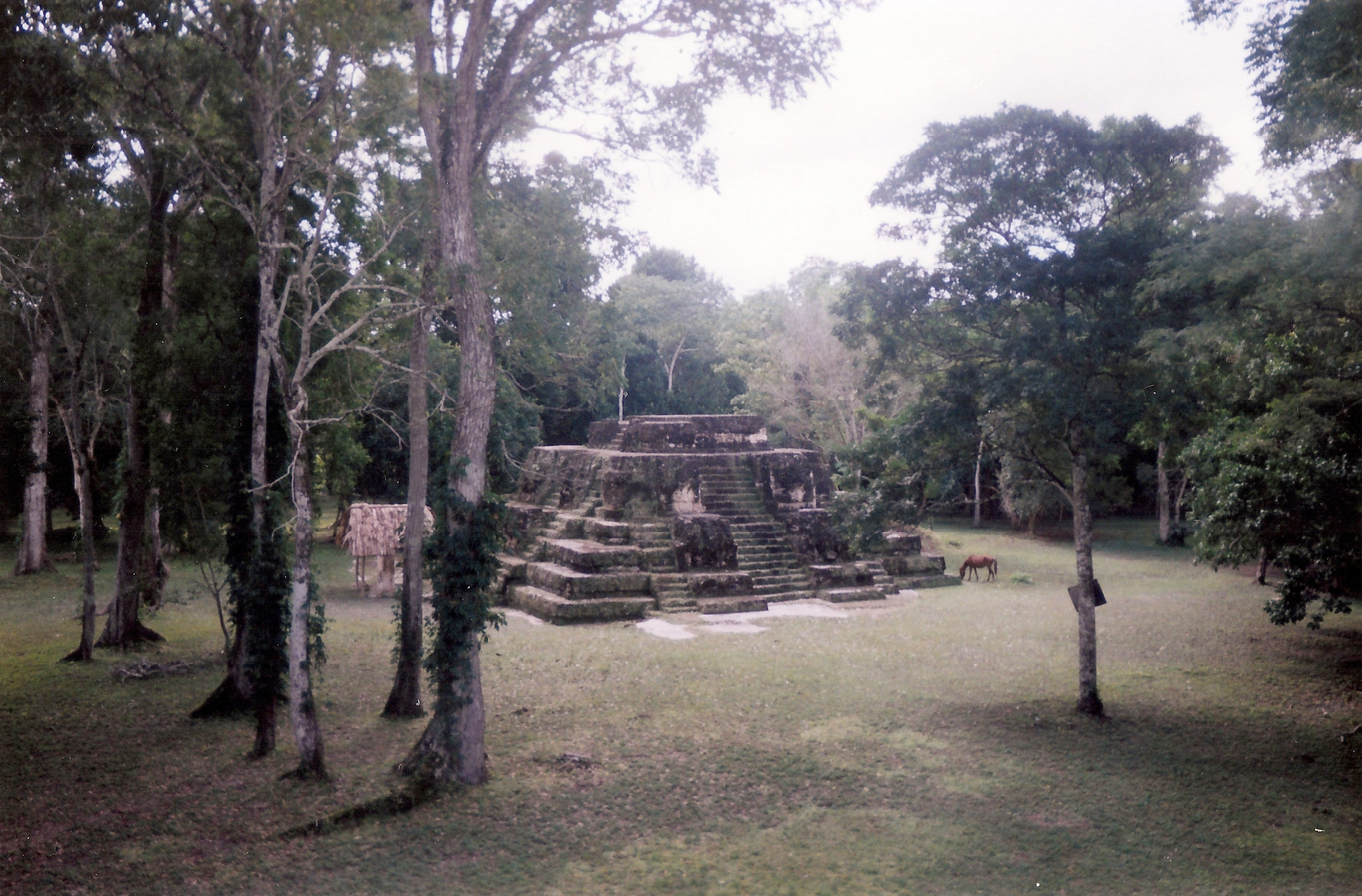
Świątynia EVII

#### Grupa F
Największą znajdującą się w tej grupie budowlą jest El – Tiburon (hiszp. Rekin) Nazwę swoją zawdzięcza dzięki odnalezionym wokół niej zębom rekina. Budowla jest T-kształtna i sięga 32m wysokości.

#### Grupa G
Posiada jedynie pojedyncze mieszkania które były wykorzystywane u schyłku okresu klasycznego.

#### Grupa H
Najstarsze centrum miasta. Na Placu Północnym został postawiony niesamowity kompleks. Odgrywał on ważną rolę polityczną. W centrum wzniesiony został budynek H-I który pełnił funkcję rezydencji króla. Na fasadach dostrzec można wizerunki bóstw majów. Wraz z nadejściem okresu klasycznego, miejsce to stało się tylko posiadłością do odbywania ceremonii i składania ofiar.
Największą zagadką pozostaje struktura budynku H-XVI. Według badań stwierdzono, iż budowa piramidy składała się z co najmniej trzech etapów. Ponadto, etapy te pochodzą z całkowicie różnych okresów.
Pierwsza faza budowy piramidy H-XVI jest datowana na środkowy/późny okres przedklasyczny (400r p.n.e. – 300r p.n.e.) Budowla z tego okresu została perfekcyjnie zachowana.
Druga faza miała miejsce około 150 r. p.n.e. Piramida została pokryta wtedy kopułą jako dodatkowa obudowa.
W 300 r. n.e. dokonano całkowitej renowacji całej struktury budowli. Po czym uznano, że budynek będzie stanowił od tego momentu jako świątynia służąca do czczenia przodków, a nie jako pomieszczenie mieszkalne.

### Zabytki ruchome
W jaskini el – Respiradero odnaleziono w 2010 roku pochówek ciałopalny, a wraz z nim towarzyszące zmarłemu rzeczy codziennego użytku (ceramika). Badania radiowęglowe wykazały, iż pochówek jest datowany na VII – VI w. p.n.e. W budynku H-XVI będącego częścią Pałacu Północnego, zostały odnalezione ogromne ilości ceramiki, pięćdziesiąt kamiennych tarcz.

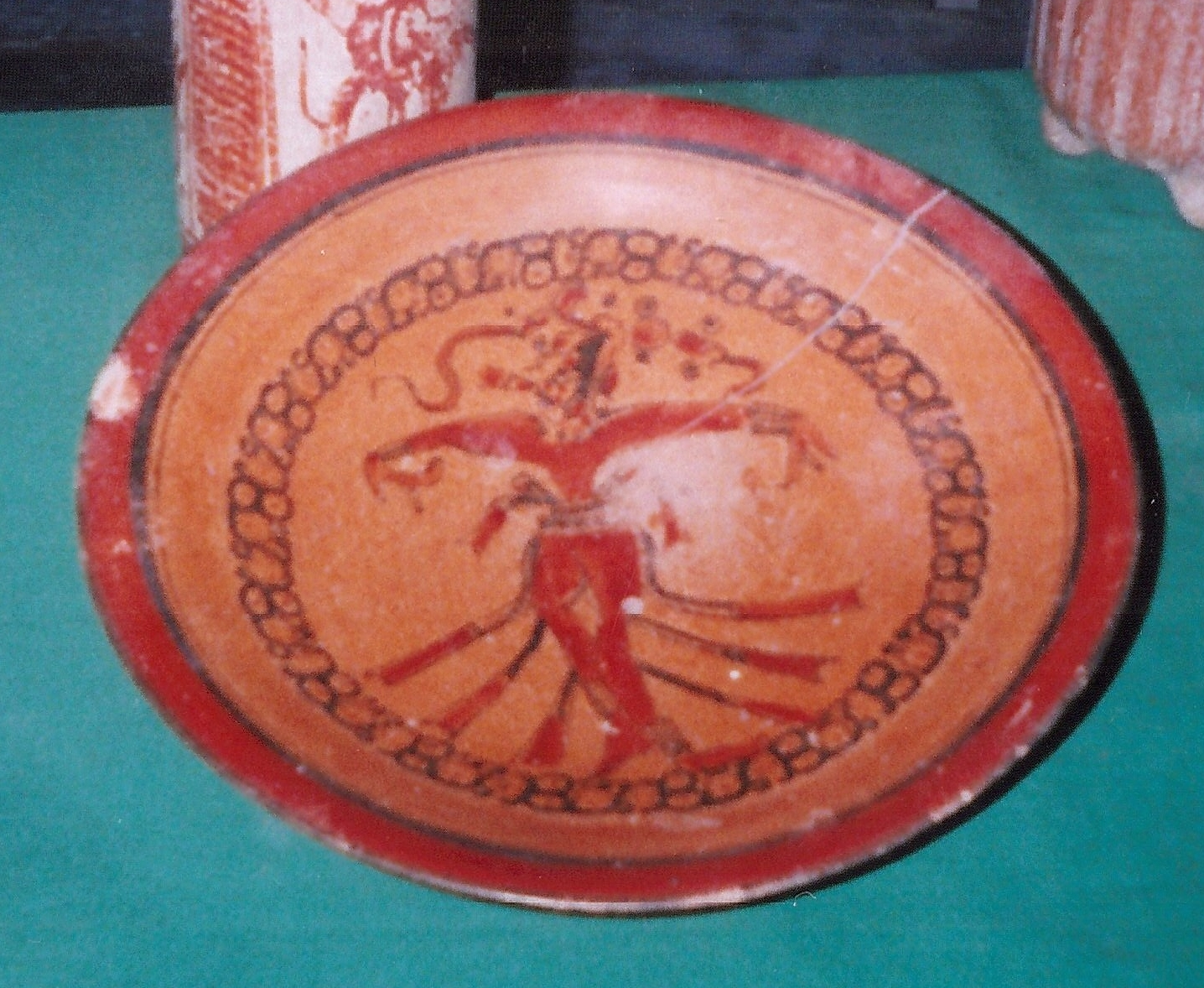
Talerz z Uaxactún

Grupa A – „Stela 8” upamiętniająca najwcześniejszą zapisaną datę Majów
Grupa G – odkryto tam dwa pochówki z bogatym spisem pochodzącym z około 980 r.
Grupa H – 3 rzeźbione ołtarze, rzeźbione stele datowane na 100 r. p.n.e. zgodnie z zapisem kalendarza Majów.
Ceramiczny talerz z wizerunkiem tancerza, prawdopodobnie pełnił funkcję waluty, jako wymiana za towar w mieście Tikal.

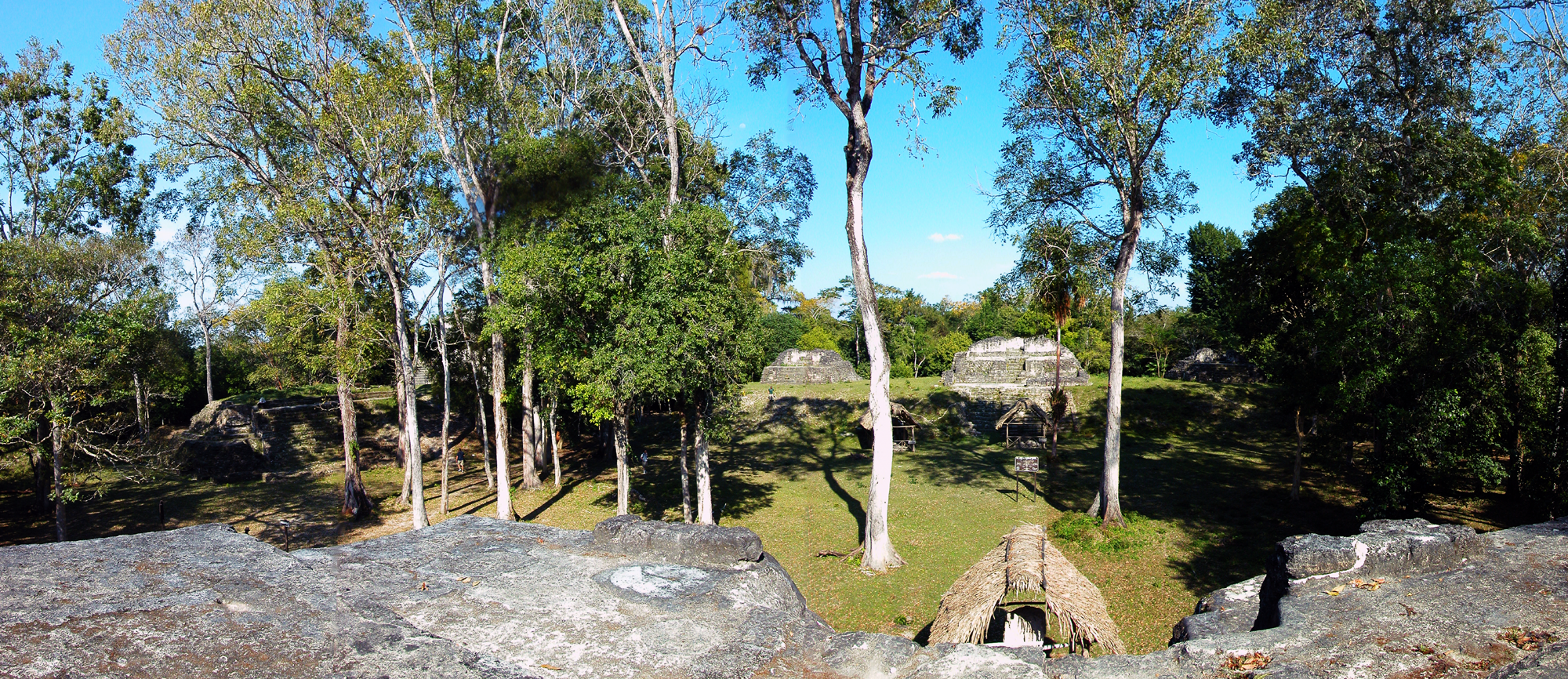
Widok na wschodnią grupę świątyń w Uaxactún

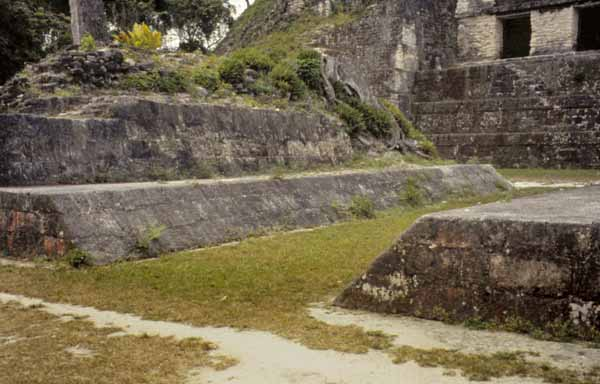
Boisko do gry w piłkę w Uaxactún

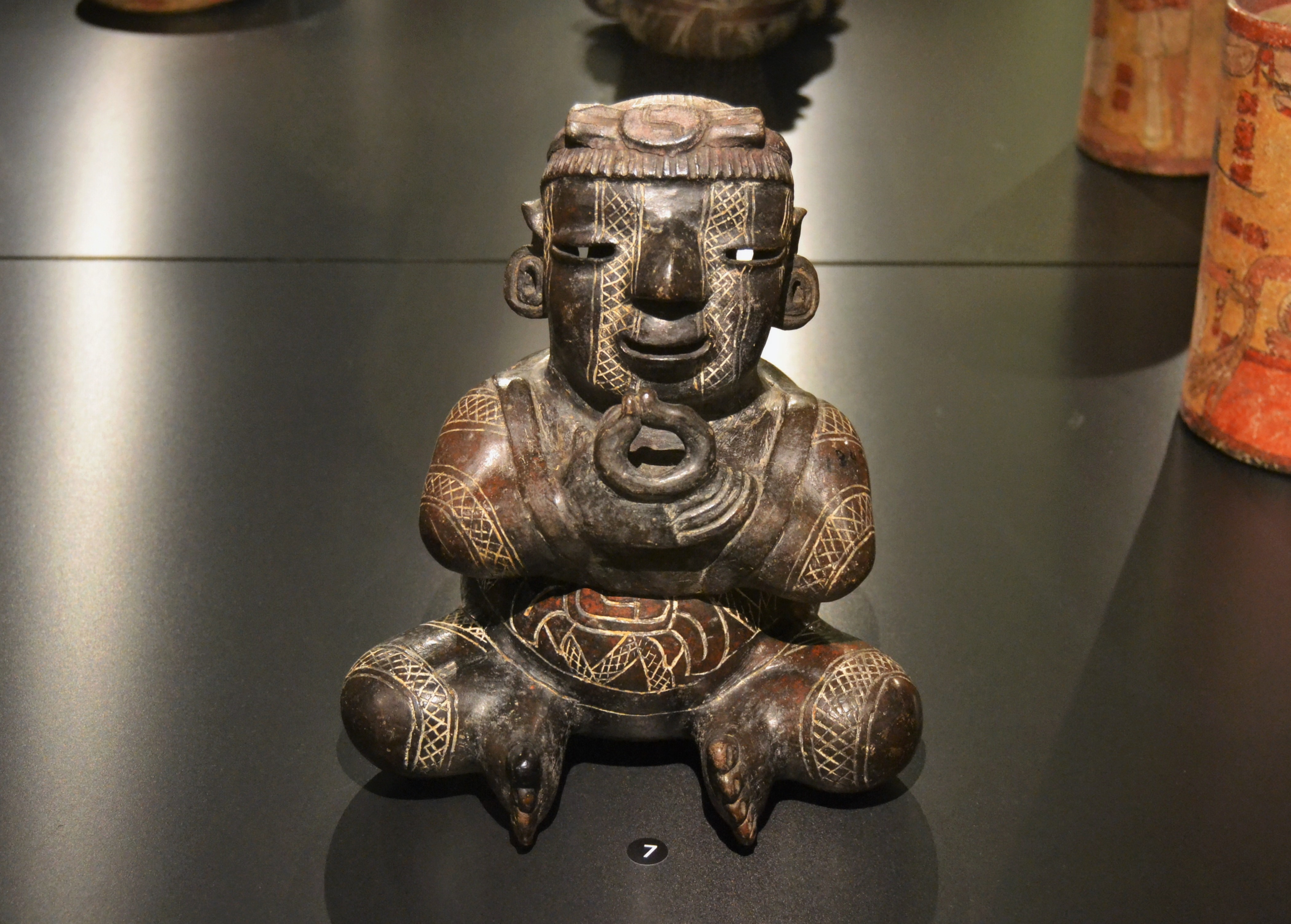
Figurka z Uaxactún

## Zobacz też

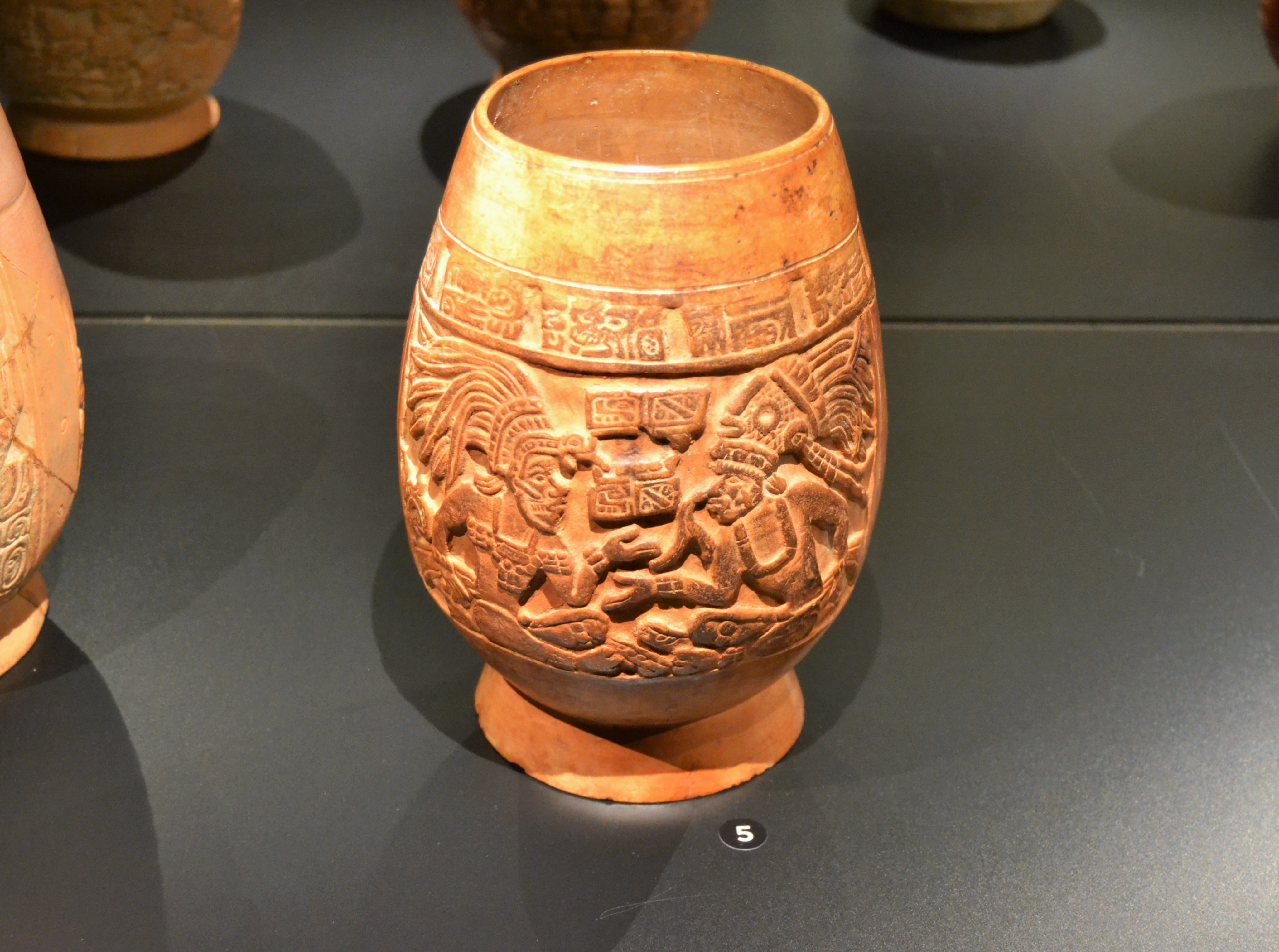
Naczynie z Uaxactún